# Döbel
Der Döbel (Squalius cephalus, Syn.: Leuciscus cephalus), auch Alet, Eitel oder Aitel genannt, ist eine Fischart aus der Ordnung der Karpfenartigen (Cypriniformes).

## Bezeichnung
In Bayern und Österreich wird der Döbel auch Aitel genannt („der Aitel“ oder auch „das Aitel“), im Alemannischen Alet (etwa am Bodensee und in der Schweiz). Ein  weiterer Name ist Rohrkarpfen. Im Plattdeutschen Raum wird er auch Dickkopf oder Musebiter („Mäusebeißer“) genannt. Am unteren Neckar in der Kurpfalz nennt man ihn Knilps. Im Saar- und Moselgebiet ist auch der Name Mulbe, Mülwe bzw. Milwe verbreitet.

## Merkmale

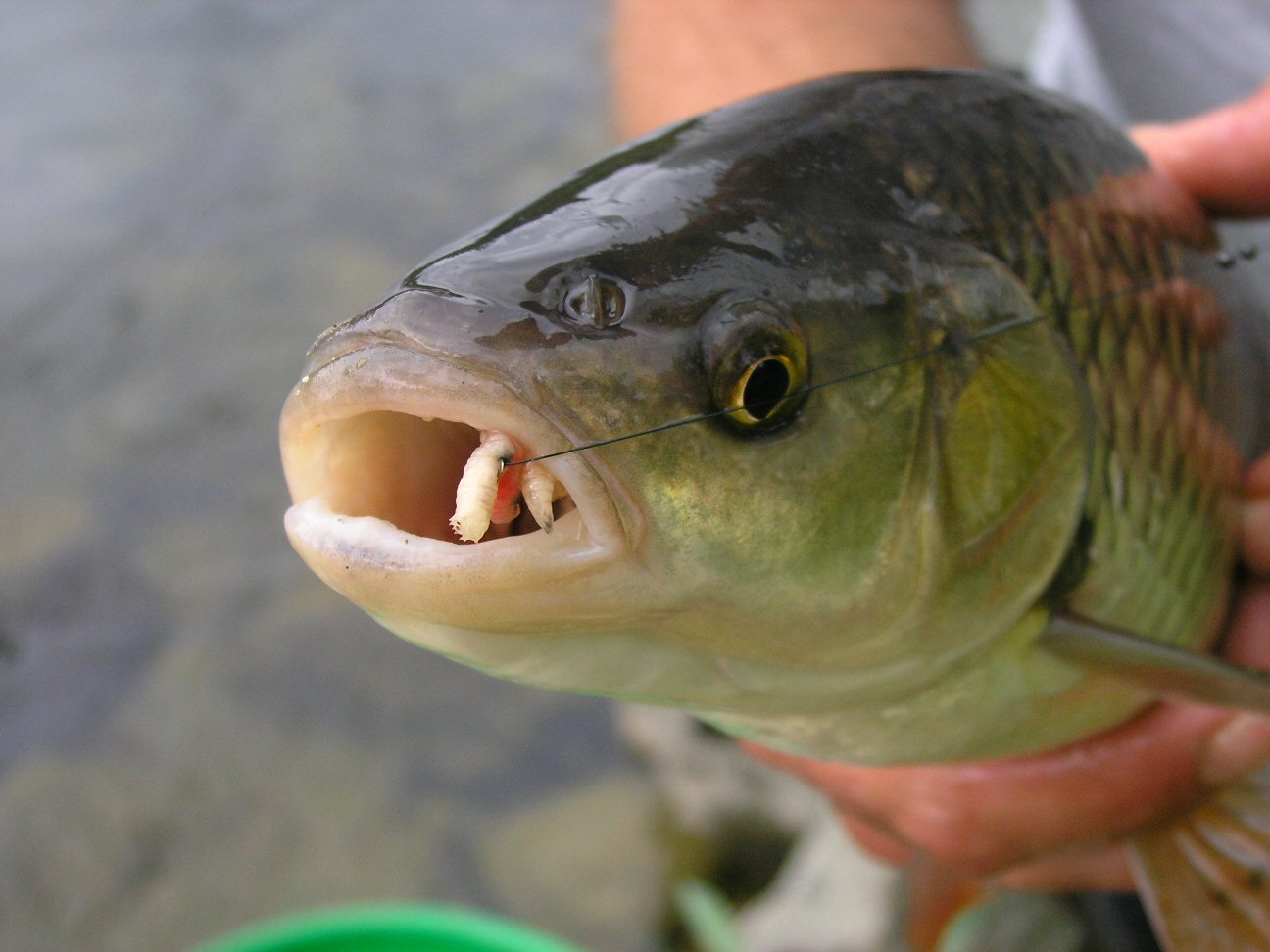
Auffällig beim Döbel ist das große Maul. Dieses Merkmal unterscheidet ihn unter anderem vom ähnlich aussehenden Aland (Leuciscus idus). Bei diesem Döbel erkennt man sehr gut das typische netzartige Schuppenmuster – ebenfalls ein Unterscheidungsmerkmal zum Aland.

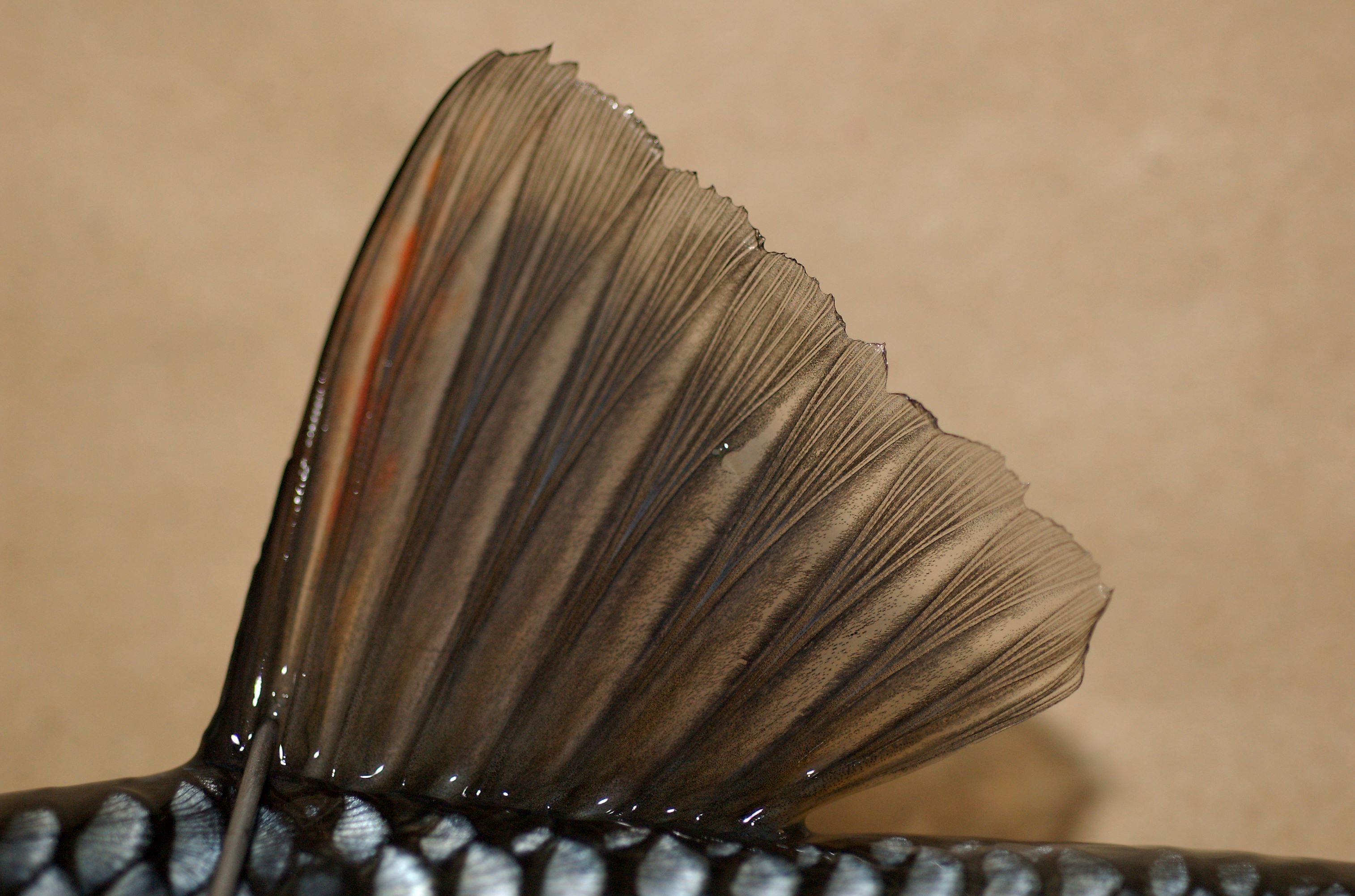
Rückenflosse eines Döbels

Der im Durchschnitt 30 bis 40 Zentimeter lange und 1 Kilogramm schwere Döbel hat einen gestreckten und seitlich abgeflachten, torpedoförmigen Körper. Der Kopf ist  groß und das endständige Maul breit. Das Maul hat statt der Zähne eine durchlaufende Hornschneide. In seinem Habitus ähnelt der auch Schuppfisch genannte Fisch dem Aland (Leuciscus idus), hat aber größere Schuppen mit einer dunklen Umrandung, die eine netzartige Zeichnung ergeben, und eine nach außen gebogene Afterflosse. Der Rücken und die Flanken sind silbern bis golden, die Bauch- und Afterflossen rötlich gefärbt.

### Größe und Gewicht
Ähnlich wie beim Karpfen kann die Länge (und damit das Gewicht) je nach Gewässer und natürlichem Nahrungsvorkommen stark differieren. Der größte Döbel in Großbritannien wurde im Jahr 2007 mit einem Gewicht von 4,2 Kilogramm in einem See bei Gloucester gefangen. Ein weiterer Großfisch von 4 Kilogramm wurde 2006 im Lake Wallingford (Großbritannien)  erbeutet, gefolgt von etwa 3 Kilogramm schweren Exemplaren aus Kalmar (Schweden) und dem Rhein.

## Verbreitung

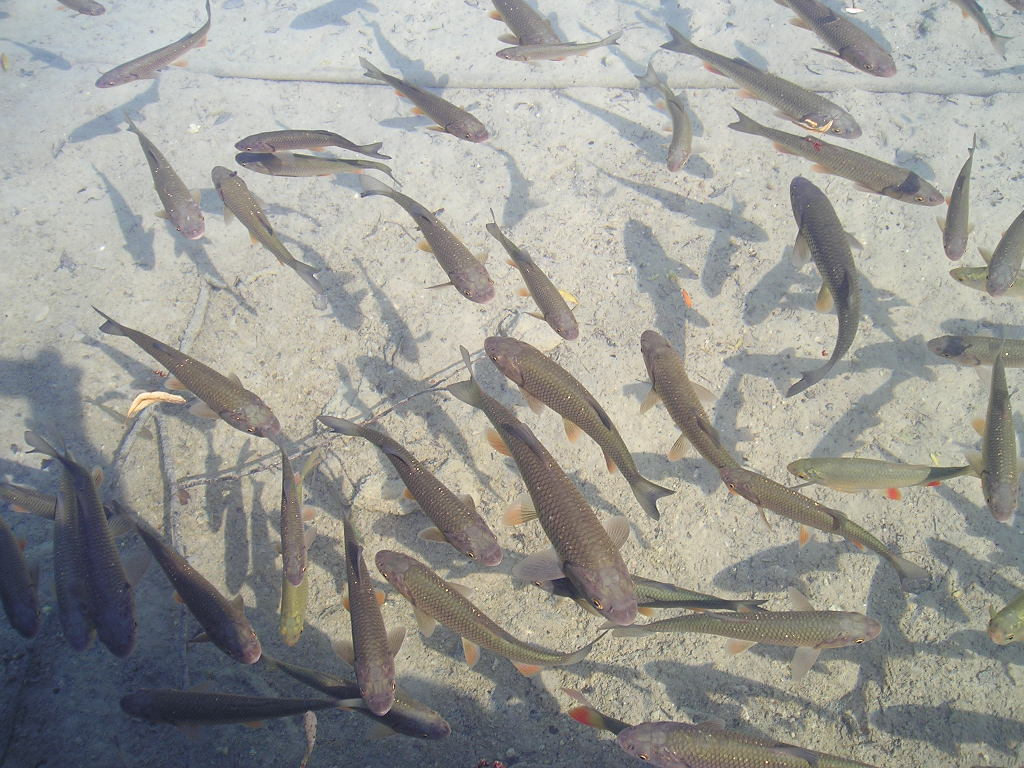
Oberflächennaher Döbelschwarm im Nationalpark Plitvicer Seen

Der Döbel ist in fast ganz Europa mit Ausnahme Schottlands, Irlands und dem äußersten Norden Skandinaviens zu finden. Hinzu kommen die Türkei, Russland, Armenien, Georgien und der Iran.
Sein Hauptverbreitungsgebiet hat der Döbel schwerpunktmäßig in Großbritannien mit den größten Beständen, außerdem in Frankreich, Benelux sowie West- und Süddeutschland. Döbel bilden in den Plitvicer Seen  in Kroatien größere Bestände. Die an der klaren Wasseroberfläche gut zu beobachtenden Schwärme sind zur Touristenattraktion geworden. In Deutschland findet man im Oberrhein, Mangfall, Nidda, Mosel, Ruhr, Erft,  Neckar, Weiße Elster, Lech, Weser und Walchensee gute bis sehr gute Döbelbestände. Der in Süddeutschland vorherrschende Döbel ähnelt in seiner Lebensweise stark dem Aland, welcher in Norddeutschland dominiert. Im Unterschied zum Döbel besiedelt der Aland allerdings auch größere Fließgewässer, Kanäle und Seen. In Irland wurden ab 2001 vereinzelt Döbel gesichtet, was eine Diskussion über eine potentielle Gefährdung einheimischer Fischarten hervorrief.

## Lebensweise
Der Döbel ist ein weit verbreiteter Süßwasserfisch und gehört zu den Leitfischen der Äschen- und Barbenregion. Er lebt sowohl in stark strömenden hyporhithralen Bächen und potamalen Flüssen, von Flüssen durchzogenen Seen (Biotop-Nr./EU-Code FFH 4.1.1., 4.2.1 und 4.3.1 bzw. 3260), als auch in aufgestauten Flussbereichen bis hin zu Kleingewässern wie etwa Entwässerungsgräben in der Feldflur. Jungfische halten sich meist noch in großen Schwärmen oberflächennah auf und erbeuten Anflugnahrung. Große Döbel leben vorwiegend solitär an Unterständen wie überhängenden Bäumen und Sträuchern, unter Brücken oder tiefen Gumpen eines Baches. Zu den bevorzugten Standorten zählen auch strömungsarme Bereiche hinter größeren Steinen oder kleine Buchten.
Typischerweise lebt er in kleinen Gruppen von etwa zehn Tieren.
Er ernährt sich von Insekten und anderen Kleintieren, manchmal auch von Pflanzen. Größere Exemplare fressen außerdem kleinere Fische und Amphibien. Der Döbel wird zwar traditionell, wie alle heimischen Karpfenfische, zu den Friedfischen gezählt, aber in Wirklichkeit ist er ein Allesfresser. Neben Algen und Wasserpflanzen zählen auch Wasserinsekten, deren Larven, Schnecken, Muscheln und Würmer zu seiner Nahrung. Je älter er wird, desto mehr verlegt er sich auch auf die Jagd nach Kleinfischen. Unter Anglern ist zudem bekannt, dass Döbel auch gut mit Früchten zu fangen sind. Beliebt bei Döbeln sind süße Kirschen, Pflaumen, Weintrauben, aber auch Holunderbeeren. Dabei ist es unerheblich, ob der Fisch diese Früchte natürlicherweise in seinem Gewässer, von Bäumen und Sträuchern ins Wasser gefallen, findet. Besonders ältere Exemplare gelten als äußerst scheu und sind nur sehr schwer zu fangen.
Die Geschlechtsreife wird mit 2–4 Jahren erreicht, zur Laichzeit von April bis Juni (je nach Wassertemperatur auch von Mai bis Juli) legen die Tiere dann etwa 100.000 Eier an Pflanzen oder in den Kiesgrund.
Döbel reagieren relativ sensitiv auf Wasserverschmutzung und können ein Indikator für unbelastetes Bach- und Flusswasser sein. Die Reaktion von Döbeln auf toxische Chemikalien wurde an der französischen Rhône untersucht.
Gewässerregulierungen bedrohen den Bestand der Döbel, da sie auf grobkiesige bis schotterige Laichsubstrate mit sauerstoffreicher und schneller Strömung angewiesen sind und sich in kanalisierten Bach- und Flussläufen nicht vermehren können. Starker Sedimenteintrag im Gewässer und Schlammbildung kann das Schlüpfen der Jungfische verhindern. Im Oder-Havel-Kanal wurde eine lokale Döbel-Population entdeckt, die sich dort natürlich vermehrt und eine größere Anpassungsfähigkeit und Plastizität in ökologischen Marginallebensräumen (z. B. eintöniger Wasserkörper ohne Unterstände und Deckungsmöglichkeiten für Fische, Steinpackungen als Uferbegrenzung, wenig Wasserpflanzen und Wellenschlag durch Binnenschiffe) erkennen lässt als bisher angenommen.
In Forellenbächen wurde der Döbel während der Wintermonate als Laichräuber junger Forellenbrut vielerorts stark verfolgt. In Mittelgebirgsflüssen mit gemäßigten Wassertemperaturen kann er Forellen sogar verdrängen. Döbel bevorzugen in der Regel höhere Wassertemperaturen bis 26 °C.
Der Döbel dient als Wirt für den Lebenszyklus der Bachmuschel (Unio crassus).

## Anpassungsfähigkeit und Resilienz
Trotz des allgemeinen Rückgangs der Fischbestände in mitteleuropäischen Flüssen zeigt der Döbel eine bemerkenswerte Widerstandsfähigkeit. Diese Resilienz wird auf mehrere Faktoren zurückgeführt: Der Döbel toleriert eine breite Palette von Lebensräumen, von schnell fließenden Flüssen bis zu stehenden Gewässern, und ist in großen Strömen wie Rhein, Donau und Elbe verbreitet. Als opportunistischer Allesfresser ernährt er sich von Wasserinsekten, Kleinfischen, Pflanzenmaterial und ins Wasser fallenden Organismen wie Beeren oder Insekten, was ihm einen Vorteil gegenüber spezialisierten Arten verschafft. Zudem übersteht der Döbel moderate Verschmutzungen und höhere Temperaturen, die für empfindlichere Arten problematisch sind, und kann sich durch hohe Reproduktionsraten schnell an veränderte Umweltbedingungen anpassen. Diese Eigenschaften ermöglichen es dem Döbel, auch in belasteten Flüssen zu gedeihen und stabile Populationen zu erhalten.

## Der Döbel als Speisefisch
Wie vielen anderen Weißfischen wird auch dem Döbel aufgrund seines grätenreichen Fleisches in der Küche wenig Beachtung geschenkt. Sein Fleisch ist jedoch sehr fein. Durch mehrmaliges Einschneiden des Filets/Frischfisches vor dem Braten, Grillen oder Frittieren sind die Gräten kaum mehr wahrnehmbar. Auch eine Verarbeitung zu Hackfleisch bietet sich an.
Der lateinische Dichter Ausonius erwähnt in seiner Mosella, einem Gedicht über eine Moselfahrt im Jahr 371, das feine, aber grätenreiche Fleisch des Döbels und bedauert seine geringe Haltbarkeit ("capito" in Verszeile 85).

## Bedeutung in Bezug auf andere Fischarten
Oftmals wird behauptet, der Döbel stelle eine Gefahr für Forellen und Äschen dar, denn er dezimiere den Bestand dieser beiden Fischarten extrem. Dies wurde allerdings nie belegt und es kann davon ausgegangen werden, dass gegenüber heimischen Arten keine Verdrängung stattfindet.

## Der Döbel in der Kultur
Die drei Fische im Wappen von Allensbach am Bodensee werden in einer lokalen Sage als Döbel (alemannisch: Alet) und Namengeber für den Ort gedeutet. Demnach soll Karl Martell bei der Gründung des Dorfs einen Ring ins Wasser gehängt und bestimmt haben, dass es nach dem ersten Fisch, der durch den Ring schwömme, benannt würde. Dies wäre ein Alet gewesen, weshalb das Dorf "Aletbach" heiße. Der Alet ist die Symbolfigur der Allensbacher Fastnacht.